# Alberto Braglia
Alberto Romeo Braglia (ur. 23 kwietnia 1883 w Modenie, zm. 5 lutego 1954 tamże) – włoski gimnastyk, trzykrotny medalista olimpijski.
Dwukrotnie reprezentował barwy Zjednoczonego Królestwa Włoch na letnich igrzyskach olimpijskich, podczas których zdobył trzy złote medale: w 1908 r. w Londynie (w wieloboju indywidualnym) oraz dwukrotnie w 1912 r. w Sztokholmie (w wieloboju indywidualnym i drużynowym).
Startował również w olimpiadzie letniej w Atenach w 1906 r., zdobywając dwa srebrne medale: w wieloboju indywidualnym (5 konkurencji) i wieloboju indywidualnym (6 konkurencji).
W 1909 r. zdobył w Luksemburgu brązowy medal mistrzostw świata w wieloboju drużynowym.